# Witold Pilecki
Ritmeester Witold Pilecki ([ˈvitɔlt piˈletski]) (Olonets, Karelië, Rusland), 13 mei 1901 – Warschau, 25 mei 1948),  pseudoniemen Roman Jezierski, Tomasz Serafiński, Druh, Witold, was een Pools beroepsmilitair en verzetsman, oprichter van een van de eerste nationalistische verzetsgroepen in Polen en later lid van de Armia Krajowa (Poolse Binnenlandse Leger). Hij liet zich in 1940 gevangennemen om in Auschwitz te komen en zou bijna drie jaar lang de belangrijkste inlichtingenbron over dat kamp voor de geallieerden zijn. Na de Tweede Wereldoorlog werd hij door de Poolse communistische regering geëxecuteerd.

## Biografie
Pilecki werd geboren in Olonets, aan het Ladogameer in Karelië, in een Poolse familie die in 1864 na de Poolse januari-opstand door de Tsaristische autoriteiten daarnaartoe verbannen was. Op zijn tiende verhuisde het gezin naar Vilnius. Hij volgde de handelsschool en onderscheidde zich met de Poolse ulanen in gevechten in de Pools-Russische Oorlog van 1920. Na deze oorlog slaagde Pilecki voor zijn eindexamen en werd hij gedemobiliseerd in de rang van vaandrig. Tijdens het interbellum werkte hij als boer op het land van zijn familie in de buurt van Vilnius, trouwde en kreeg twee kinderen. In 1939 werd hij gemobiliseerd en streed tegen de Duitsers na de Poolse Veldtocht. Pilecki ontliep krijgsgevangenschap en richtte een van de eerste verzetsgroepen in Polen op, in Warschau. Later sloot deze groep zich aan bij de Armia Krajowa.

## 945 dagen in Auschwitz
Hij verwierf bekendheid omdat hij tijdens de Tweede Wereldoorlog, voor zover bekend, de enige persoon was die zich op vrijwillige basis liet gevangennemen in Auschwitz. Dit was geheel zijn eigen idee (hij wilde weten in hoeverre de geruchten over Auschwitz waar waren en om eventueel een opstand te organiseren) en hij moest toestemming vragen aan zijn superieuren voor dit plan. Zij vonden het aanvankelijk te riskant, maar lieten zich uiteindelijk door Pilecki overtuigen. Pilecki, onder de valse naam Tomasz Serafiński, liet zich vervolgens in september 1940 eenvoudig oppakken tijdens een razzia in Warschau. Terwijl hij in Auschwitz was, organiseerde hij het verzet en informeerde hij via het Poolse verzet de geallieerden al in 1941 over de misdaden die de nazi's begingen. Hij was lange tijd de voornaamste inlichtingenbron voor de geallieerden over Auschwitz. Hij ontsnapte in 1943 uit het kamp, omdat hij op het punt stond ontmaskerd te worden. Later nam hij deel aan de Opstand van Warschau (augustus–oktober 1944), waarna hij als krijgsgevangene in Duitsland terechtkwam.

## Rapport
Na zijn ontsnapping uit Auschwitz schreef Pilecki een gedetailleerd rapport, waarin onder andere de volgende regel stond: In de eerste 3 jaar zijn er 2 miljoen mensen vermoord, de komende 2 jaar zullen er 3 miljoen mensen omkomen in dit kamp. Het rapport (bekend als Raport Witolda (Rapport van Witold)) werd doorgestuurd naar de westelijke geallieerden. De geallieerden, die het rapport in 1943 onder ogen kregen, vonden het een schromelijke overdrijving. Pilecki stelde ook voor om het kamp te bevrijden. De Armia Krajowa verkende het kamp van buitenaf en concludeerde dat ze zonder geallieerde steun (luchtsteun en commando's) niet de militaire mogelijkheid had om een succesvolle bevrijdingsactie uit te voeren. De geallieerden gaven het geen hoge prioriteit en wilden geen vliegtuigen en manschappen riskeren voor een actie diep in bezet gebied.

## Na de oorlog en executie
Na de bevrijding door de Amerikanen werd Pilecki in opdracht van de Poolse regering in ballingschap in september 1945 teruggestuurd naar Polen. Zijn opdracht was informatie te verzamelen over het Russische optreden in Polen en een verzetsnetwerk te organiseren. In 1946 besloot de Poolse regering in ballingschap om al het gewapende verzet tegen de Sovjets te staken en beval alle nog overgebleven verzetsgroepen de wapens neer te leggen of uit te wijken naar het Westen. Pilecki legde zich daar niet bij neer en bleef rapporten naar Londen sturen over de stalinistische terreur die de naziterreur had afgelost en op dat moment in Polen woedde.
Begin 1947 werd Pilecki door de Poolse veiligheidsdienst, UB, gearresteerd. Na langdurige martelingen en een showproces, waarin hij samen met een aantal medestrijders valselijk van spionage werd beschuldigd en een getuigenis tegen hem van voormalige mede-Auschwitzoverlevende en latere premier Józef Cyrankiewicz moest aanhoren, werd hij samen met drie anderen ter dood veroordeeld en in 1948 geëxecuteerd in de Mokotów-gevangenis in Warschau.
Tot 1989 werd alle informatie over Pilecki door het Poolse regime gecensureerd, pas na de val van het communisme werd hij gerehabiliteerd en kreeg hij bekendheid.

## Militaire loopbaan
- Onderofficier, (Podoficer) Poolse strijdkrachten: 1921[3]
- Vaandrig, (Podchorąży) Poolse strijdkrachten:
- Podporucznika, Poolse strijdkrachten: 1 juli 1925[4]
- Eerste luitenant, (Porucznika) Poolse strijdkrachten: 11 november 1941[4]
- Kapitein, (Rotmistrz) Poolse strijdkrachten: 11 november 1943[4]
- Majoor, (Major) Poolse strijdkrachten:
- Luitenant-kolonel, (Podpułkownik) Poolse strijdkrachten:
- Kolonel, (Pułkownik) Poolse strijdkrachten: 6 september 2013 (Postuum)[5][6]

## Onderscheidingen
- Ridder in de Orde van de Witte Adelaar (Postuum) in 30 juli 2006[6]
- Commandeur met ster in de Orde Polonia Restituta (Postuum) in 1995[6]
- Kruis van Verdienste (2) in 1938
- Oorlogskruis 1944
- Gwiazda Wytrwałości (Postuum) in 1984
- Medal Pamiątkowy za Wojnę 1918-1921
- Medal Dziesięciolecia Odzyskanej Niepodległości
- Kruis voor de Opstand van Warschau (Postuum)
- Kruis van Auschwitz (Postuum)
- Krzyż Zasługi Wojsk Litwy Środkowej
- Rechtvaardige onder de Volkeren (Postuum)
- Ereburger van de stad Warschau

## Biografie
- Jack Fairweather, Vrijwillig naar Auschwitz: Witold Pilecki, de man die in Auschwitz infiltreerde, Prometheus, 2019, ISBN 9789044631302

## Trivia
- De band Sabaton heeft een nummer aan hem gewijd: "inmate 4859" welke te vinden is op hun cd 'Heroes'.